# Фундан (Португалія)
Фунда́н (порт. Fundão; МФА: [fũ.ˈdɐ̃w]) — муніципалітет і місто в Португалії, в окрузі Каштелу-Бранку. Розташований у центрально-східній частині країни, на теренах історичної португальської провінції Бейра. Належить до Порталегрівсько-Каштелу-Бранківської діоцезії Католицької церкви в Португалії. Права міського самоврядування має з 1747 року. Поділяється на 23 парафії. За адміністративним поділом, чинним до 1976 року, був складовою провінції Нижня Бейра. Площа муніципалітету — 700,20 км², населення муніципалітету — 29213 ос. (2011); густота населення — 41,72 осіб/км²
. Патрон — святий Мартин. Святковий день муніципалітету — 15 вересня. Поштовий індекс — 6230.  Код місцевої адміністративної одиниці — 0504. Складова статистичного регіону Центр.

## Географія
Фундан розташований на сході Португалії, на півночі округу Каштелу-Бранку.
Фундан межує на півночі з муніципалітетами Ковілян, Белмонте і Сабугал, на сході — з муніципалітетами Пенамакор і Іданя-а-Нова, на півдні — з муніципалітетом Каштелу-Бранку, на південному заході — з муніципалітетом Олейруш, на заході — з муніципалітетом Пампільоза-да-Серра.

## Населення
| Кількість мешканців | Кількість мешканців | Кількість мешканців | Кількість мешканців | Кількість мешканців | Кількість мешканців | Кількість мешканців | Кількість мешканців | Кількість мешканців | Кількість мешканців | Кількість мешканців | Кількість мешканців | Кількість мешканців | Кількість мешканців | Кількість мешканців |
| ------------------- | ------------------- | ------------------- | ------------------- | ------------------- | ------------------- | ------------------- | ------------------- | ------------------- | ------------------- | ------------------- | ------------------- | ------------------- | ------------------- | ------------------- |
| 1864                | 1878                | 1890                | 1900                | 1911                | 1920                | 1930                | 1940                | 1950                | 1960                | 1970                | 1981                | 1991                | 2001                | 2011                |
| 26 749              | 31 170              | 32 873              | 35 248              | 39 295              | 39 571              | 42 932              | 47 575              | 49 941              | 47 593              | 34 958              | 32 089              | 31 687              | 31 482              | 29 213              |

## Парафії
- Алкайде
- Алкарія
- Алконгошта
- Алдейя-де-Жуанеш
- Алдейя-Нова-ду-Кабу
- Алпедріня
- Аталайя-ду-Кампу
- Баррока
- Богаш-де-Байшу
- Богаш-де-Сіма
- Вале-де-Празереш
- Валверде
- Донаш
- Еншамеш
- Ешкарігу
- Жанейру-де-Сіма
- Капіня
- Каштележу
- Каштелу-Нову
- Лаваколюш
- Мата-да-Раїня
- Орка
- Перу-Візеу
- Повуа-де-Аталайя
- Салгейру
- Сілвареш
- Суальєйра
- Соту-да-Каза
- Теляду
- Фатела
- Фундан

## Уродженці
- Діогу да Сілва — бразький архієпископ, перший португальський інквізитор.